# Екатарина Велика
Екатарина Велика (скраћено ЕКВ) била је рок група из Београда и једна од најуспешнијих и најутицајнијих група на простору бивше Југославије.
Срж бенда чинили су гитариста и певач Милан Младеновић, клавијатуристкиња Маргита Стефановић и басиста Бојан Печар.

## Каријера

### Почетак
Катарина II је настала 1982. године у Београду. Групу су након распада бенда Шарло Акробата формирали певач Милан Младеновић, гитариста Драгомир „Гаги“ Михајловић, басиста Зоран "Шваба" Радомировић и бубњар Душан Дејановић. Назив потиче од имена Михаиловићеве неузвраћене љубави, девојке Катарине. После наступа у сали биоскопа "Топчидерска звезда", крајем године, бенду се придружује клавијатуристкиња Маргита „Маги“ Стефановић која је имала образовање класичног пијанисте, а басиста бенда постаје Бојан Печар који се бенду придружује те јесени, уместо Радомировића који прелази у Ду Ду А, док Душан Дејановић прелази у Дисциплину кичме, због чега бубњеве у кратком периоду свира Бранко Куштрин Манго. Почетком 1983. на место бубњара долази Ивица „Вд“ Вдовић, бивши бубњар Шарла акробате, чиме је формирана коначна ритам секција бенда. Коначна и последња постава групе Катарина II - Младеновић, Михаиловић, Стефановић, Печар и Вдовић - започиње 1983. са радом на деби албуму.

### 80-е

#### Катарина II
У пролеће 1983. године Катарина II учествује на Бијеналу у Загребу и добија солидне критике. Материјал за први албум снимају убрзо након тога, а на њему као гост учествује глумац Светислав Гонцић који је свирао фруле. Материјал је сниман у студију „Друга маца“ чији је власник био Енцо Лесић кога је Младеновић познавао од рада са групом Шарло акробата. Нажалост, због лоших услова снимања материјал пропада, а група је приморана да поново сними целокупан албум. На позив колеге музичара Срђана Марјановића то су учинили следеће године у студију "Аquarius" у Београду, а албум је објављен у издању ZKP RTLJ из Љубљане.
Деби албум под називом Катарина II коначно излази 1984. године. Већину текстова је написао Младеновић, са изузетком текстова за "Врт" и "Платформе" које је написао Михајловић, за песму "Кад кренем ка..." за коју је текст написала Маргита Стефановић као и за песму "Треба да се чисти" чији је текст групно потписан. У већини песама група успешно повезује Младеновићев дескриптивни песнички сензибилитет са енергичним звуком новог таласа. Често сматран звучно „најчистијим“ издањем бенда, албум није постигао комерцијални успех због уметничког концепта коме је недостајала комерцијална пријемчивост, али првенствено и због чињенице да је објављен у свега 3.000 примерака.
Убрзо након изласка албума, бенд проживљава поновну промену састава. Као и у време постојања њихове групе Лимуново дрво, између Младеновића и Михајловића поново долази до неслагања. Михајловић убрзо долази и у сукоб са законом и одлази у затвор, а након изласка му је саопштено да више није члан бенда. Како је он тврдио да има ауторска права на име Катарина II, бенд је био присиљен да одабере нови назив. Преостали чланови бирају ново име Екатарина Велика (по Катарини Великој, руској царици), касније скраћено на ЕКВ, и под тим именом раде до краја каријере.
Убрзо, због проблема са дрогом и болести, и бубњар Вдовић одлази из бенда и завршава у Ду Ду А. Његова замена је Иван Феце Фирчи, бивши члан бендова Луна и Џакарта.

#### Екатарина Велика
Захваљујући константним концертним наступима широм Југославије (са посебно честим концертима у Загребу, Љубљани и Београду) и емитовању спотова на телевизији, група полако стиче већи број поклоника.
Свој други албум под називом Екатарина Велика група објављује 1985. године. Албум је снимљен у загребачком студију SIM, са продуцентом Владимиром Смолецом, а на њему се као гости појављују Масимо Савић, у то време певач хрватског бенда Дориан Греј, као и Томо Ин Дер Мулен, гитариста састава Карлови Вари. Нови материјал је донео извесне промене у звуку будући да је у односу на претходни албум био приметно бржег ритма и енергичнији. Ипак, и на њему су присутне препознатљиве одлике бенда: дубоко суптилни тонови као и Младеновићеви херметични, интроспективни и метафорични текстови. Албум је својим омотом, који је осмислио и дизајнирао Душан Герзић, показивао и одређене уметничке амбиције јер приказује чланове бенда осликане у маниру индијанске обредне тетоваже.
Други албум је донео бенду прве праве хитове, песме "Очи боје меда", "Tattoo" и "Модро и зелено". Ван Југославије група први пут наступа 22. марта 1985. године, на манифестацији "Дани културе" у Торину у Италији, где оставља позитиван утисак. Други запажени наступ остварују на концерту у Загребу који је био део такозване "Боље вас нашли" традиционалне размене бендова између Београда и Загреба. У лето 1985. године Феце одлази на обавезно одслужење војног рока, а његова замена за бубњевима је Иван Ранковић Рака, претходно члан групе Тврдо срце и велике уши.

#### С ветром уз лице
Трећи албум којим се група прославила, објављен је 1986. године под називом С’ ветром уз лице у продукцији Младеновића, Маргите Стефановић и Драгана Чачиновића. Имао је врло „исполиран“ звук базиран на наглашеним клавијатурама и на употреби "E-mu Emulator II" 8-битног семплера. Хитови са овог албума укључивали су песме "Буди сам на улици", "Као да је било некад", "Ти си сав мој бол" и "Новац у рукама". Међутим, албум је уз свој комерцијални успех наишао и на прилично равнодушан пријем критике, уз примедбе да звук албума сувише подсећа на британску групу "Simple Minds".
Новим албумом, који одликује комбинација мрачне енергије готик рока и поп мелодичности, група је успела да се пробије до ширег круга публике. У анкети критичара часописа Rock, албум и сценски наступ групе заузели су четврто место, Маргита Стефановић треће место најбољих клавијатуриста, док је сама група уврштена на пето место тада најбољих рок састава.
У ово време бенд има и врло живу концертну активност, наступајући по градовима широм Југославије. На концерту одржаном 2. новембра 1986. у загребачком клубу "Kulušić" снимљен је први живи албум бенда који је издат накнадно почетком 1987. године као албум EKV 19LIVE!86. Исте године бенд се враћа са турнеје у Београд и тријумфално завршава концертну сезону серијом од шест распродатих концерата у београдском Дому омладине.
У пролеће исте године Иван Ранковић одлучује да напусти бенд да би као гитариста са пријатељима из свог старог бенда Тврдо срце и велике уши формирао групу "Улица од месеца". Нови бубњар постаје Срђан Жика Тодоровић, претходно члан група Радничка контрола, Безобразно зелено и Дисциплина кичме, са којим група свој први наступ одржава у париском клубу "La Locomotive". Тодоровић у групу долази из Дисциплине кичме, која је од самог почетка важила за неку врсту ривала, прво групи Катарина II, а потом и Екатарини Великој.

#### Љубав
После промене састава бенд снима свој четврти студијски албум под називом Љубав који излази у другој половини 1987. године. Албум се најчешће сматра најбољим издањем бенда као и једним од најбољих рок издања на територији бивше Југославије. Ово издање карактерише више гитарски оријентисан и исполиран звук који је донела сарадња са новим продуцентом, аустралијским музичарем Теодором Јанијем (Theodore Yanni). Високо стилизован омот су заједно осмислили и дизајнирали Маргита Стефановић и уметник Вук Видор. Као хитови са албума се издвајају песме "Земља", "Поред мене", "Љубав", "7 дана" и "Људи из градова", а сматра се да већина песама показује прве трагове депресије у Младеновићевим текстовима, што се најчешће аргументује текстом нумере „Тонемо“.
Бенд у овом периоду има статус концертне атракције који потврђује једним распродатим концертом у београдској хали „Пионир“ 26. децембра 1987. Почетком 1988. започињу нову турнеју на којој им се прикључује Звонимир Ђукић „Ђуле“, певач и гитариста београдског састава Ван Гог који је у том периоду привремено престао са радом, као и бивша певачица групе "Октобар 1864" Тања Јовићевић. У то време се Феце поново прикључује бенду уместо Срђана Тодоровића. У бенду остаје свега неколико месеци, да би се затим у мају 1988. одселио у Њујорк. Након Фецеовог одласка Тодоровић се враћа у групу.

#### Само пар година за нас
Године 1989. бенд објављује Само пар година за нас, пето студијско издање. Критика овај албум сматра пуком концептуалном копијом албума Љубав са једноставнијим песмама, што је протумачено као покушај комерцијализације. Међутим, за разлику од углавном ритмичног и брзог темпа комбинованог са благо тамним звуком на претходном албуму, Само пар година за нас има звучно знатно „мутније“ мелодије и спорији ритам који заједно носе предосећај надолазећих политичких и социјалних трагедија који ће захватити Југославију почетком 1990-их.
Неколико хитова са албума укључују песме "Круг", "Срце" и "Пар година за нас", док је састав по избору часописа Pop-Rock проглашен групом године.
У новембру 2006. године песма "Пар година за нас" је изгласана за најбољу југословенску песму свих времена од стране слушалаца београдског радија Б92.

### 90-е

#### Дум дум
Након албума Само пар година за нас уследила је најтежа промена састава коју је група врло тешко поднела. Почетком 1990. Тодоровић је напустио бенд концентришући се на своју глумачку каријеру, док се Бојан Печар крајем године повукао из музике и преселио у Лондон. Док је одлазак Тодоровића из групе био мање-више још једна смена за бубњевима, Печаров одлазак је био велики губитак за бенд који на тај начин остаје без једног од својих кључних чланова. Младеновић и Маргита Стефановић настављају даље налазећи новог бубњара Марка Миливојевића, који је претходно у кратком периоду био члан група У шкрипцу и Партибрејкерс, док као басиста у то време на концертима свира Мишко Плави. Албум Дум дум излази у пролеће 1991. године, а као басисти на албуму гостују Слободан Бата Божанић и Душан Петровић, касније саксофониста групе Плејбој.
Албум Дум дум се сматра најмрачнијим албумом групе. Његова суморност, лирика и мрачна атмосфера одају опште стање у Југославији која се у том периоду, почетком 1990-их година, лагано распада и приближава грађанском рату.

#### Неко нас посматра
Током 1992. и 1993. године ЕКВ наступа са басистом Драгишом Ускоковићем, укључујући и наступе на антиратним концертима у Бечу, Прагу и Берлину, где су наступали са Електричним оргазмом, Партибрејкерсима и хрватском групом Вјештице. У мају 1993. нова постава објављује албум Неко нас посматра који, као супротност претходном албуму, карактеришу топлији и приступачнији звук и комуникативније и отвореније теме посебно препознатљиве у песмама "Заједно", "Just let me play some modern RNR music", "Јадранско море", "Понос". Ово је такође први и једини албум бенда који садржи обрађену песму, а то је нумера "Истина машина" југословенског рок бенда "Тајм".
Због својих једноставних музичких аранжмана и текстуалних концепата, албум је сматран најслабијим издањем групе. Међутим, време је променило погледе на албум и његове вредности су постале више цењене током година.
Након објављивања албума, Младеновић и Маргита су по клубовима повремено одржавали акустичарске наступе, на којима су им се прикључивали гитариста Партибрејкерса Небојша Антонијевић Антон и џез-музичари.

### Крај
Почетком 1994. године Екатарина Велика је неактивна. Младеновић у децембру 1993. одлази у Бразил где заједно са пријатељем и музичарем Митром Суботићем Субом и групом бразилских музичара ради на албуму "Angel's Breath" који садржи песме базиране на латино ритму и етно звуцима. По његовом повратку у Београд, на пролеће бенд наставља са концертном активношћу. О будућем албуму „Поново заједно“ је у каснијим интервјуима причала Маргита, али постоје индиције да је Милан желео да се посвети искључиво пројекту "Angel's Breath". У августу 1994. бенд свира на фестивалу у Будви што је њихов последњи концертни наступ. У том периоду, са њима је свирао нови бас-гитариста Бошко Станојевић, члан групе Свемир из Вршца. Следећег дана, Милан Младеновић је пребачен у болницу, где је задржан због болести. Након што му је дијагностикована жутица, отпуштен је на кућно лечење. У октобру је откривено да има рак панкреаса.
Свега месец дана касније, 5. новембра 1994, Милан Младеновић је умро у Београду у 37. години. Његовом смрћу, Екатарина Велика је престала да постоји.
Бојан Печар умро је у Лондону од срчаног удара 13. октобра 1998, у 39. години.
Маргита Стефановић је умрла 18. септембра 2002. године у Београду, у 44. години живота, од сиде.
Остали чланови бенда који су преминули су Ивица Вдовић (боловао од сиде, преминуо 1992) и Душан Дејановић (такође боловао од сиде, умро 16. новембра 2000. у Београду).

## Утицаји и наслеђе
Екатарина Велика је међу најутицајнијим, ако не и најутицајнији бенд на простору бивше Југославије, а такође се сматра и једним од најважнијих бендова на југословенској рок сцени уопште. Многи бендови су током година обрађивали њихове хитове, али оно што је карактеристично је то да се имитације тема којима се Младеновић бавио као и његовог јединственог песничког стила стално појављују у музици многих нових младих бендова.
Међу бендовима за које се тврди да су под великим утицајем Екатарине Велике је бенд Ван Гог који се уздигао до статуса једног од најпопуларнијих рок бендова у Србији у другој половини 90-их, али који је такође често критикован због претеране склоности ка имитацији ЕКВ-а, нарочито када се ради о текстовима песама. Други бенд на који је Екатарина Велика значајно утицала је Block Out, који је обрадио њихову песму „Соба“ (трибјут издање "Као да је било некад") и који често свира њихове песме на својим концертима.
Према књизи YU 100: Најбољи албуми југословенске рок и поп музике из 1998. године, на листу су уврштена два албума групе, С ветром уз лице који је заузео 26. место и Катарина II који је заузео 68. место. На листи 100 најбољих југословенских албума од 1955. до 2015. коју је приредило хрватско издање часописа Rolling Stone уврштени су албуми С ветром уз лице на 10. месту, Катарина II на 29. месту и Екатарина Велика на 44. месту.
2002. године је објављен tribute албум Као да је било некад... који садржи обраде 15 песама Милана Младеновића, а на којем су учествовали његови сарадници и пријатељи међу којима су групе Електрични оргазам и Партибрејкерс, Душан Којић Која под псеудонимом Црни Зуб, Влада Дивљан, Дарко Рундек, Дадо Топић, Тања Јовићевић која је у раду групе учествовала као пратећи вокал, као и неки од најзначајнијих представника послератне српске алтернативне сцене, међу којима су групе Block Out, Darkwood Dub, Јарболи, Новембар и Дел Арно бенд.
На концерту у загребачком клубу Творница 22. фебруара 2003. године, Младеновићеве песме извели су Електрични оргазам, Дарко Рундек, Масимо Савић, као и бендови Urban & 4, Le Cinema и Ватра. Снимак тог наступа објављен је исте године на албуму Jako dobar tattoo - tribute to EKV! који садржи 13 песама.
Крајем марта 2007. године, бивши бубњар групе Иван Феце Фирчи је у издању ПГП РТС објавио албум EKV Revisited, који садржи 10 песама групе објављених у периоду од 1987. до 1993. године, али снимљених у новим аранжманима и дужег трајања од оригиналних верзија. На снимцима је задржан Младеновићев глас, док је Феце поново одсвирао готово све инструменте.

## Чланови
- Милан Младеновић - вокал, гитара (фебруар 1982 - лето 1994)
- Драгомир „Гаги“ Михајловић - гитара (фебруар 1982—1984)
- Зоран „Шваба“ Радомировић - бас-гитара (фебруар 1982 - јесен 1982)
- Душан „Џинџер“ Дејановић - бубњеви (фебруар 1982 - крај 1982)
- Бранко „Манго“ Куштрин - бубњеви (фебруар 1982 - поч. 1983)
- Маргита „Маги“ Стефановић - клавир, клавијатуре (крај 1982 - лето 1994)
- Бојан Печар - бас-гитара (јесен 1982 - децембар 1990)
- Ивица „Вд“ Вдовић - бубњеви (поч. 1983 - јесен 1984)
- Иван Феце Фирчи - бубњеви (јесен 1984 - лето 1985; поч. 1988 - мај 1988)
- Иван „Рака“ Ранковић - бубњеви (лето 1985 - поч. 1987)
- Срђан „Жика“ Тодоровић - бубњеви (поч. 1987 - поч. 1988; мај 1988 - поч. 1990)
- Марко Миливојевић - бубњеви (поч. 1990 - лето 1994)
- Мишко Плави - бас-гитара (пролеће 1991 - лето 1991)
- Душан Петровић / Бата Божанић - студијски бас-гитаристи (пролеће 1991)
- Драгиша „Ћима“ Ускоковић - бас-гитара (јесен 1991 - крај 1993)
- Боле Станојевић - бас-гитара (април - август 1994)

## Дискографија

### Студијски албуми
- Катарина II (1984)
- Екатарина Велика (1985)
- С’ ветром уз лице (1986)
- Љубав (1987)
- Само пар година за нас (1989)
- Дум дум (1991)
- Неко нас посматра (1993)

### Албуми уживо
- ЕКВ 19LIVE!86 (1987)
- Live '88 (1997)
- Као у сну: ЕКВ - Live '91. (2001)
- Изнад града (2015)
- Круг (2017)
- ЕКВ Unplugged Скопје 1992 (2022)

### Компилације
- EKV Revisited (2007)

### Трибјут албуми
- Као да је било некад - посвећено Милану Младеновићу (2002)
- Jako dobar tattoo - Tribute to EKV (2003)